# Atarba (Atarba) tungurahuensis
Atarba (Atarba) tungurahuensis is een tweevleugelige uit de familie steltmuggen (Limoniidae). De soort komt voor in het Neotropisch gebied.